# Plebicula albata
Plebicula albata är en fjärilsart som beskrevs av Courvoisier 1917. Plebicula albata ingår i släktet Plebicula och familjen juvelvingar. Inga underarter finns listade i Catalogue of Life.